# Princisbecco
Il princisbecco è una lega metallica costituita da ottone con inclusioni di stagno dal colore simile all'oro.
Il rapporto tra rame e zinco è variabile: Cu da 89% a 93% e Zn da 11% a 7%. Deve il suo nome all'inventore Christopher Pinchbeck (1670-1732) orologiaio inglese. Tale lega è stata usata principalmente per tutte quelle lavorazioni di poco valore ma appariscenti. Successivamente fu utilizzata da orefici disonesti al posto dell'oro e, con il passare del tempo, la parola è diventata sinonimo di falso, di bassa lega, non di valore.Lo stagno Sn quindi è poco presente e serve a far resistere il princisbecco dall'ossidazione e dalla corrosione.

## Nella cultura popolare
"Rimanere di princisbecco" significa rimanere stupiti o più precisamente avere una brutta sorpresa (simile a "rimanere di stucco", attonito).
Con questo significato viene usata anche nel romanzo Pinocchio di Carlo Collodi quando il protagonista viene condannato nel paese di Acchiappa-citrulli dopo aver denunciato il Gatto e la Volpe per averlo derubato.
Il "princisbech" viene citato nella Locandiera di Goldoni, quando nel terzo atto lo spiantato Marchese di Forlipopoli, credendo di quella lega una boccetta d'oro non sua, la regala a Dejanira, salvo poi pentirsene una volta scopertane la vera costituzione e cercare di recuperarla (atto III, scene IX-XII).